# امه د خنت
امه د خنت (انگلیسی: Aimé De Gendt؛ زادهٔ ۱۷ ژوئن ۱۹۹۴) دوچرخه‌سوار اهل بلژیک است.
از باشگاه‌هایی که در آن بازی کرده‌است می‌توان به اسپورت فلاندر-بالوزه اشاره کرد.